# 毛瀆
毛瀆，現在又稱毛瀆村，一個自然村落。
居民以徐姓、張姓為主，位於太湖西濱，位於師瀆北邊，屬於江蘇宜興市周鐵鎮。村内有毛渎桥，为石拱桥，1985年重建，为湖滨公路桥。